# Club de Foot Montréal
Club de Foot Montréal, dříve známý jako Montreal Impact, je kanadský fotbalový klub z Montréalu hrající severoamerickou Major League Soccer.

## Historie
V roce 2008 vedení MLS oznámilo, že pro sezonu 2011 hledá dva nové týmy. Mezi potenciální kandidáty se zařadil i kanadský Montréal. Byly ale vybrány týmy Portland Timbers a Vancouver Whitecaps FC. V květnu 2009 deník Montreal Gazette uvedl, že představenstvo klubu znovu zahájilo jednání s vedením MLS o vstupu Impact do ligy. O rok později se tak skutečně stalo, Montreal Impact byl oznámen jako 19. klub MLS a začít měl v roce 2012.
První zápas v MLS odehráli 10. března 2012 proti Vancouveru Whitecaps, prohráli 0:2. O týden později, při prvním domácím utkání, hráli 1:1 s Chicago Fire, utkání přilákalo 58 912 diváků, čímž se vytvořil nový rekord Montrealu v počtu lidí na fotbalovém utkání, předchozí rekord drželo utkání z roku 1981 Montreal Manic – Chicago Sting, které vidělo 58 542 diváků. V květnu na utkání Impact s Los Angeles Galaxy přišlo 60 860 diváků, čímž byl dokonce překonán kanadský rekord.

## Soupiska
Pro sezonu 2020
| Číslo |           | Pozice | Hráč                    |
| ----- | --------- | ------ | ----------------------- |
| 1     | USA       | B      | Evan Bush               |
| 2     | Keňa      | Z      | Victor Wanyama          |
| 4     | Francie   | O      | Rudy Camacho            |
| 5     | Anglie    | O      | Luis Binks              |
| 6     | Kanada    | Z      | Samuel Piette           |
| 7     | Francie   | O      | Rod Fanni               |
| 8     | Alžírsko  | Z      | Saphit Taïder           |
| 9     | Španělsko | Z      | Bojan Krkić             |
| 11    | Kanada    | Ú      | Anthony Jackson-Hamel   |
| 14    | Německo   | Z      | Amar Sejdič             |
| 15    | Kanada    | O      | Zachary Brault-Guillard |
| 16    | Kanada    | O      | Joel Waterman           |
| 17    | Kanada    | Z      | Ballou Tabla            |
| 18    | Nigérie   | Z      | Orji Okwonkwo           |

| Číslo |           | Pozice | Hráč               |
| ----- | --------- | ------ | ------------------ |
| 19    | Haiti     | Z      | Steeven Saba       |
| 21    | Finsko    | Z      | Lassi Lappalainen  |
| 22    | Finsko    | O      | Jukka Raitala      |
| 23    | Senegal   | B      | Clément Diop       |
| 24    | Kanada    | O      | Karifa Yao         |
| 25    | Argentina | Z      | Emanuel Maciel     |
| 26    | Kuba      | O      | Jorge Corrales     |
| 27    | Kanada    | O      | Clément Bayiha     |
| 28    | Kanada    | Z      | Shamit Shome       |
| 29    | Kanada    | Z      | Mathieu Choinière  |
| 30    | Honduras  | Ú      | Romell Quioto      |
| 37    | Argentina | Ú      | Maximiliano Urruti |
|       | Kanada    | B      | Jonathan Sirois    |

## Umístění v jednotlivých sezonách
| Major League Soccer (2011 – ) |    |    |    |    |      |                     |               |                       |                  |
| Sezóna                        | Z  | V  | R  | P  | Body | Pozice (konf./liga) | Play-off      | Canadian Championship | Liga mistrů      |
| 2012                          | 34 | 12 | 6  | 16 | 42   | 7. / 12.            | —             | Semifinále            | —                |
| 2013                          | 34 | 14 | 7  | 13 | 49   | 5. / 11.            | 1. kolo       | Vítěz                 | Základní skupina |
| 2014                          | 34 | 6  | 10 | 18 | 28   | 10. / 19.           | —             | Vítěz                 | Finále           |
| 2015                          | 34 | 15 | 6  | 13 | 51   | 3. / 7.             | Semifinále VK | Finále                | —                |
| 2016                          | 34 | 11 | 12 | 11 | 45   | 5. / 11.            | Finále VK     | Semifinále            | —                |
| 2017                          | 34 | 11 | 6  | 17 | 39   | 9. / 17.            | —             | Finále                | —                |
| 2018                          | 34 | 14 | 4  | 16 | 46   | 7. / 15.            | —             | Semifinále            | —                |
| 2019                          | 34 | 12 | 5  | 17 | 41   | 9. / 18.            | —             | Vítěz                 | —                |